# 85 Pegasi
85 Pegasi è un sistema stellare nella costellazione di Pegaso, distante 40,5 anni luce dal Sistema solare.

## Caratteristiche
La componente principale, 85 Pegasi A, è una nana gialla di tipo spettrale G5V di magnitudine apparente 5,81 e una massa 0,88 volte quella solare. Ad una distanza di 10,3 U.A. orbita 85 Pegasi B, una nana arancione di nona magnitudine che impiega poco più di 26 anni ad orbitare attorno al comune centro di massa del sistema. 
85 Pegasi B potrebbe essere a sua volta una binaria stretta, composta da 2 stelle con la massa rispettivamente di 0,15 e 0,11 masse solari. La separazione delle due componenti dovrebbe essere di circa 2 U.A.
Nel The Washington Visual Double Star Catalog compaiono anche C e D, tuttavia studi sul moto proprio di queste stelle hanno escluso che siano legate gravitazionalmente al sistema.
Pare essere un sistema più vecchio del Sole, l'età stimata è infatti di circa 10 miliardi di anni.